# Gora Il'jushina
Gora Il'jushina är ett berg i Antarktis. Det ligger i Östantarktis. Norge gör anspråk på området. Toppen på Gora Il'jushina är 1 429 meter över havet, eller 20 meter över den omgivande terrängen. Bredden vid basen är 0,28 km.
Terrängen runt Gora Il'jushina är platt åt nordost, men åt sydväst är den kuperad.  Trakten är obefolkad. Det finns inga samhällen i närheten.